# Галерный двор
Галерный двор — существовавшее в XVIII столетии судостроительное предприятие Санкт-Петербурга.

## История
Основан в 1712 году, занимал восточную половину Адмиралтейского острова (на правом берегу реки Мойки, вблизи её устья). Сначала назывался Скампавейный двор, в 1713—1721 годах — Галерный двор, позднее — Галерная верфь. Сюда с Адмиралтейской верфи было переведено строительство мелких и средних судов (галер, полугалер, скампавей).
В 1720 году между Адмиралтейством и Галерным двором был прорыт Адмиралтейский канал. На Галерном дворе работали мастера с Адмиралтейской верфи, а также каторжники. Здесь было построено более 300 судов.
В 1740-х годах строительство галер было перенесено на Галерную верфь на Васильевском острове (вблизи Галерной гавани).
На месте Галерного двора в 1800 году было построено Новое Адмиралтейство.